# Abbazia di Sainte-Geneviève

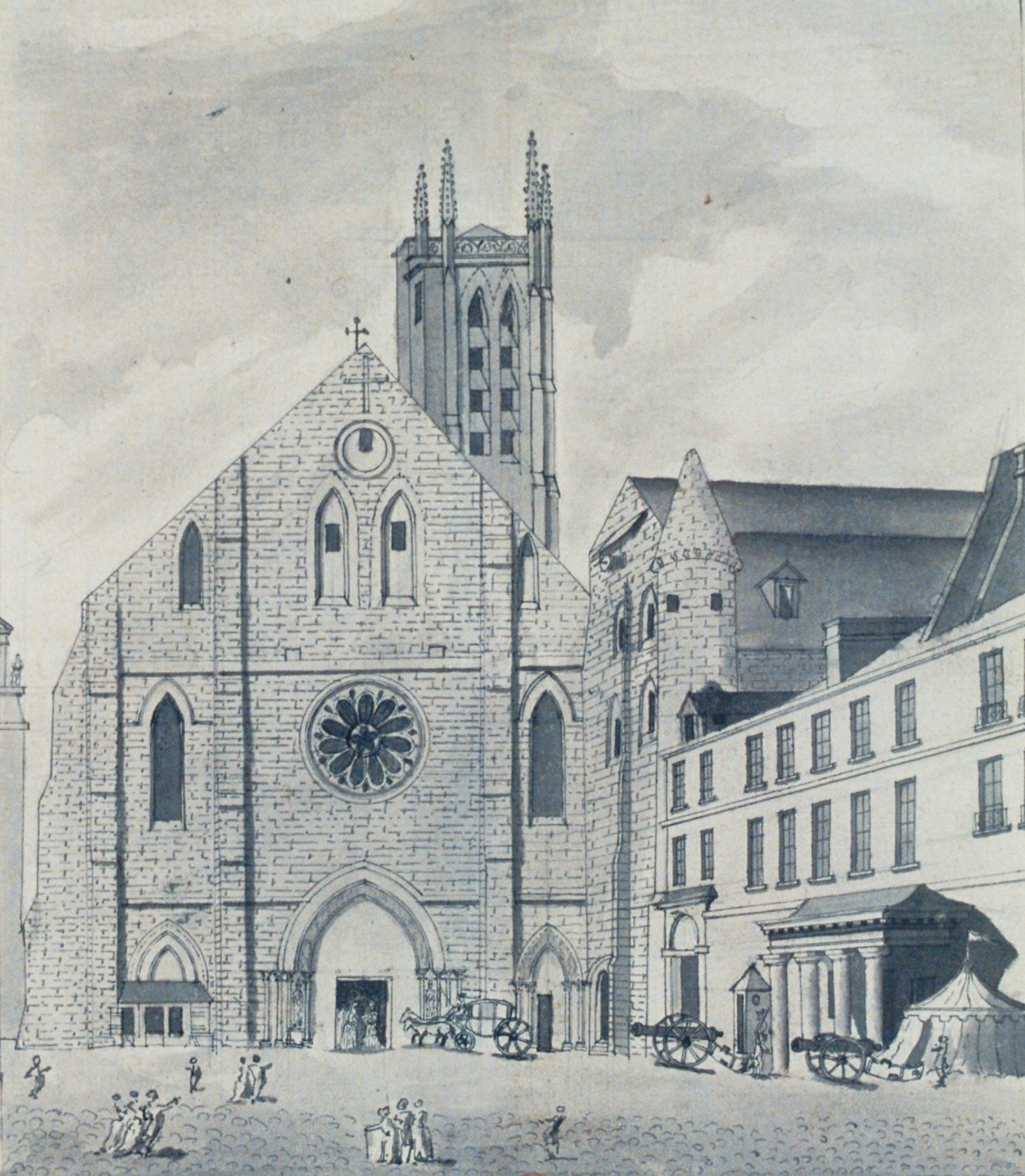
Facciata della chiesa dell'abbazia di Sainte-Geneviève, a Parigi, in una incisione del XVIII secolo.

L'abbazia di Santa Genoveffa (in lingua francese Abbaye-Sainte-Geneviève) è stato un monastero francese di Parigi, soppresso all'epoca della Rivoluzione francese.

## Storia
L'abbazia, vicina alla Chiesa di Saint-Étienne-du-Mont e all'attuale Panthéon, si dice che sia stata fondata nel 502 dal re Clodoveo I e dalla regina Clotilde, in nome dei santi apostoli Pietro e Paolo. In seguito santa Genoveffa prese l'abitudine di venire a pregare qui seguendo un percorso ricordato con il nome di rue de la Montagne-Sainte-Geneviève. Alla sua morte, nel 512, i suoi resti furono sepolti nella chiesa abbaziale, presso la tomba di Clodoveo.
Nel 1147 la chiesa aveva un suo capitolo di canonici laici. Re Luigi VII e papa Eugenio III, dopo aver assistito ad alcune anomalie, decisero di ristabilire la disciplina. Su richiesta dell'abate Suger e Bernardo di Chiaravalle, Gildwin, il primo abate di St-Victor, inviò Odo, il priore della sua abbazia. Ci furono delle difficoltà, ma alla fine venne ristabilito l'ordine, alcuni dei canonici aderirono alla riforma e l'abbazia divenne sede di canonici regolari.
Tra questi vi era il giovane Guglielmo di Parigi. Su richiesta di Absalon, vescovo di Roskilde in Danimarca, che quando era studente a Sainte-Geneviève lo aveva conosciuto, Guglielmo venne inviato a riformare l'abbazia di Eskilsø, un monastero di canonici dell'isola di Eskil. Egli fondò un altro monastero che dedicò al Paraclito. Morì nel 1206 e fu canonizzato da papa Onorio III. Era naturale che relazioni molto strette dovessero esistere tra Sainte-Geneviève e la Danimarca. Peter Sunesen, un giovane che aveva fatto la sua professione presso l'abbazia, divenne vescovo di Roskilde, Valdemar fratello di Canuto I d'Inghilterra, morì a Sainte-Geneviève, e l'abate Stefano di Tournai scrisse a Guglielmo ed ai suoi amici per ottenere del piombo per il tetto della sua abbazia.
Come l'abbazia di Saint-Victor, Sainte-Geneviève divenne famosa sede di apprendimento e sito di una grande biblioteca medievale. Saint-Victor, Sainte-Geneviève, e Notre-Dame furono le culle dell'Università di Parigi. Peter de Ferrière, abate di Saint-Victor, era stato priore di Épinay, un priorato di Sainte-Geneviève. Guglielmo di Auxerre, un canonico professo di Saint-Victor nel 1254, ricoprì la carica di cellario, e divenne abate di Sainte-Geneviève, mentre Marcel, successivamente canonico di Saint-Victor e Sainte-Geneviève, divenne nel 1198 abate di Cisoing.
Nei secoli successivi l'abbazia cadde sotto la giurisdizione di abati in commendam. Agli inizi del XVII secolo il cardinale de La Rochefoucauld intraprese la riforma stabilita dal Concilio di Trento. Trasferì da Senlis Charles Faure (morto nel 1644), che aveva già restaurato la regola canonicale nella antica abbazia di Silvanect. Ancora una volta la regola di sant'Agostino fu fedelmente osservata a Sainte-Geneviève, che divenne la casa-madre della gallicana Congregazione di Francia, un'associazione delle abbazie di canonici regolari chiamati Genoveffani. 

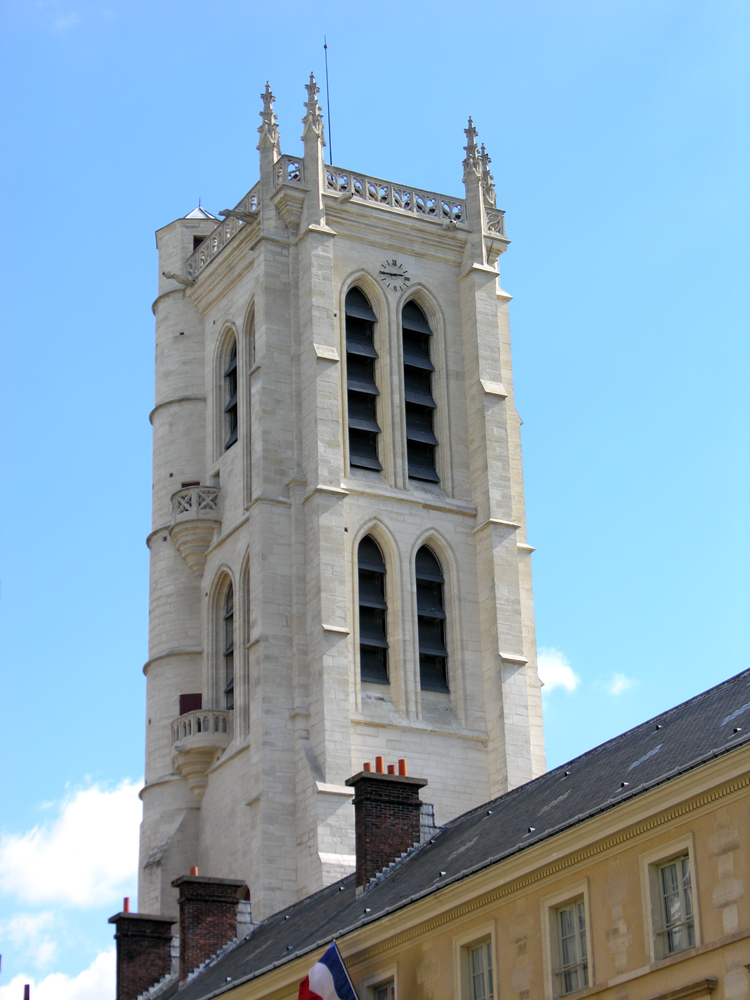
La torre Clovis.

Verso la metà del XVII secolo, l'abate generale della congregazione aveva sotto la sua giurisdizione di più di un centinaio di abbazie e priorati. Uomini come Fronteau, rettore dell'università e autore di molte opere, Laleman, Chapponel, Reginier, Chengot, Beurier, du Moulinet, fondatore della biblioteca nazionale, e Agostino Hay, uno scozzese che aveva scritto Scotia sacra e officiante a Holyrood, in Scozia nel 1687, erano figli della congregazione francese. L'astronomo Alexandre Guy Pingré era bibliotecario di Sainte-Geneviève.
Alla metà del XVIII secolo venne iniziato un progetto di ricostruzione. Venne costruita una grande chiesa abbaziale sulla vecchia cripta su progetto di Jacques-Germain Soufflot; in parte ricostruita, è divenuta l'odierno Panthéon.
Quando nel 1790 i rivoluzionari dichiararono la soppressione di tutti gli ordini religiosi, e cacciarono tutti i residenti dei monasteri, vi erano 39 canonici a Sainte-Geneviève. Questa fu la fine dell'abbazia e della scuola. Per costruire la nuova rue Clovis attraverso il sito, l'edificio venne demolito poco dopo il 1800, fatta eccezione per il campanile, chiamato Tour Clovis. Ora il sito è occupato dal Lycée Henri-IV, costruito in parte con elementi degli edifici abbaziali.